# Powiat Kusu
Powiat Kusu (jap. 玖珠郡 Kusu-gun) – powiat w Japonii, w prefekturze Ōita. W 2024 roku liczył 21 433 mieszkańców.

## Miejscowości
- Kokonoe
- Kusu